# Campeonato de Primera División 1913 de la FRF (Argentina)
El Torneo de Primera división de la Federación Rosarina de Football de 1913 fue la primera edición de aquella asociación disiente a la  Liga Rosarina de Fútbol. Estaba directamente afiliada a la Federación Argentina de Football y es por ello que la Asociación del fútbol argentino (ente madre del fútbol de aquel país) la reconoce como oficial.
Participaron cinco equipos, siendo campeón el Club Atlético Rosario Central Aquel título local de 1913, le dio el derecho al equipo auriazul de disputar la Copa de Competencia de la Federación Argentina de Football de ese año, torneo nacional que los canallas ganarían luego.
Los clubes que rompieron su vínculo con la Liga Rosarina conformaron una nueva entidad disidente, que se fundó el 11 de noviembre de 1912. Así nació la Federación Rosarina de Football, que  instaló su sede en la calle San Lorenzo 1220. Asimismo se afilió a la Federación Argentina de Football.
A partir de 1913 la Federación organizó un campeonato de primera división, uno de segunda, uno de tercera y otro de cuarta.
En el torneo de la máxima categoría participaron Rosario Central, Tiro Federal, Club Sparta, Embarcaderos Córdoba y Rosario (luego Nacional y hoy Argentino) y Brown de Santa Fe. Por su parte, los clubes Dublín y Esperanza, intervinieron en los certámenes inferiores, junto a las segundas divisiones de los equipos que militaban en el círculo superior.

## Tabla de posiciones final
| Pos | Equipo                         | Pts | PJ | G | E | P | GF | GC | DIF |
| 1º  | Rosario Central                | 16  | 8  | 8 | 0 | 0 | 19 | 4  | 12  |
| 2º  | Tiro Federal                   | -   |    |   |   |   |    |    |     |
| 3º  | Embarcaderos Córdoba y Rosario | -   |    |   |   |   |    |    |     |
| 4º  | Sparta                         | -   |    |   |   |   |    |    |     |
| 5º  | Brown de Santa Fe              | 3   | 8  | 1 | 1 | 6 | 10 | 18 | -8  |